# مرتضی‌علی عباس میرزایی
مرتضی علی عباس میرزایی (زاده ۱۷ تیرماه ۱۳۶۱ در تهران) کارگردان ایرانی است. وی همان‌طور که از نام خانوادگی اش مشهود است از بازماندگان خاندان قاجار و از نوادگان عباس میرزا (ولیعهد ایران و نائب السلطنه فتحعلی شاه در آذربایجان در دوران قاجار) است.  

## زندگی‌نامه
مرتضی علی عباس میرزاییمتولد هفده تیرماه سال ۱۳۶۱ در شمیران از توابع تهران می‌باشد. او پس از گذراندن مقطع متوسطه در رشته ریاضی و فیزیک به دانشگاه رفت و در رشته کارگردانی سینما در دانشگاه سوره مشغول به تحصیل شد. وی پیش از این و در سن چهارده سالگی با کسب مدرک کارگردانی از انجمن سینمای جوانان ایران به ساخت فیلم کوتاه پرداخت. این کارگردان جوان ایرانی  در کارنامهٔ کاری خود علاوه بر ساخت فیلم کوتاه داستانی چندین فیلم مستند را دارد، او در سال ۱۳۹۵ با ساخت فیلم سینمایی انزوا  توانست توانایی خود در عرصه ساخت فیلم بلند با سبکی خاص و منحصر به فرد، به عنوان یک کارگردان موفق و توانمند را در عرصهٔ سینمای ایران به ثبت برساند، انزوادر جشنواره‌های بسیاری از جمله، فیلم فجر، کمرایمیج لهستان ، کیدفرست آمریکا، سالنتو ایتالیا  بایگانی‌شده  در ۲۲ اوت ۲۰۱۸ توسط Wayback Machine و … در بخش مسابقه حضور داشته باشد. وی برای فیلم انزوا در جشنواره جهانی سالنتو ایتالیا موفق به دریافت جایزهٔ بهترین کارگردانی شد. وی برای فیلم خون خدا در سی و هفتمین دوره جشنواره فیلم فجر موفق به دریافت تندیس تجلی اراده ملی شد. 

## جایزه‌ها
| سال  | نتیجه    | رده       | جشنواره                                              | برای فیلم |
| ---- | -------- | --------- | ---------------------------------------------------- | --------- |
| ۱۳۹۶ | نامزدشده | کارگردانی | جشن منتقدین                                          | انزوا     |
| ۱۳۹۷ | نامزدشده | کارگردانی | جشن حافظ                                             | انزوا     |
| ۱۳۹۷ | پیروز    | کارگردانی | جشنواره سالنتو ایتالیا                               | انزوا     |
| ۱۳۹۷ | پیروز    | کارگردانی | بخش تجلی اراده ملی سی و هفتمین دوره جشنواره فیلم فجر | خون خدا   |